# Liste des séismes les plus meurtriers des années 2010
Cet article contient une liste des séismes les plus meurtriers des années 2010 par année.
Cet liste comprend les séismes ayant fait au moins 10 victimes.

## 2010

### Nombre de séismes par magnitude (5 ou plus)
| Magnitude | Nombre |
| --------- | ------ |
| 8.0-9.9   | 1      |
| 7.0-7.9   | 22     |
| 6.0-6.9   | 151    |
| 5.0-5.9   | 1 963  |

### Séismes ayants fait au moins 10 morts
- 12 janvier :  Haïti et  République dominicaine : Un violent séisme de magnitude 7,0 est survenu non loin de Port-au-Prince, la capitale de Haïti[1]. Le bilan définitif fait état de 229 184 morts et plus de 300 000 blessés[2].
- 27 février :  Chili : Un violent séisme de magnitude 8,8 au large de Bio-Bio au Chili fait au moins 525 morts, 12 000 blessés et 25 disparus[3].
- 8 mars :  Turquie : Un puissant séisme de magnitude 6,1 dans l'est de la Turquie fait entre 42 et 57 morts et au moins 74 blessés[4].
- 4 avril :  Mexique: un puissant séisme de magnitude 7,2,a causé la mort de deux personnes et fait environ cent blessés léger.
- 13 avril :  Chine : Un violent séisme de magnitude 6,9 au sud de la région de Qinghai fait au moins 2 698 morts, 270 disparus et 12 135 blessés[5].
- 25 octobre :  Indonésie : Un violent séisme de 7,8 suivi d'un tsunami au large de Sumatra fait au moins 408 morts et plus de 303 disparus[6].

## 2011

### Nombre de séismes par magnitude (5 ou plus)
| Magnitude | Nombre |
| --------- | ------ |
| 8.0-9.9   | 1      |
| 7.0-7.9   | 19     |
| 6.0-6.9   | 204    |
| 5.0-5.9   | 2 271  |

### Séismes ayants fait au moins 10 morts
- 22 février :  Nouvelle-Zélande : Un séisme d'une magnitude de 6,3 à 12h51 (heure locale) dans la région de Canterbury fait au moins 185 morts et entre 1 500 et 2 000 blessés[7].
- 10 mars :  Chine : Un séisme d'une magnitude de 5,4 frappe Yangjiang près de la Birmanie à 12h58 (heure locale), le bilan fait état de 26 morts et au moins 313 blessés[8].
- 11 mars :  Japon : Un séisme de magnitude 9 fait 19 759 morts[9], 2 553 disparus[9] et 6 242 blessés. Le séisme est suivi d'un tsunami qui est à l'origine de la catastrophe de Fukushima[10].
- 24 mars :  Birmanie : Un séisme de magnitude 6,8 frappe l'État shan à la frontière avec la Thaïlande, le bilan du séisme fait état d'au moins 151 morts, 30 disparus et plus de 200 blessés[11].
- 18 septembre :  Inde : Un séisme d'une magnitude de 6,9 frappe Sikkim à 18h10 (heure locale), le bilan fait état de 118 morts[12].
- 23 octobre :  Turquie : Un séisme d'une magnitude de 7,2 frappe la province de Van dans l'est de la Turquie, le bilan fait état de 604 morts et 4 152 blessés[13].

## 2012

### Nombre de séismes par magnitude (5 ou plus)
| Magnitude | Nombre |
| --------- | ------ |
| 8.0-9.9   | 2      |
| 7.0-7.9   | 15     |
| 6.0-6.9   | 129    |
| 5.0-5.9   | 1 412  |

### Séismes ayants fait au moins 10 morts
- 20 et 29 mai :  Italie : Deux séismes de magnitude 6 et 5,8, ont lieu dans la région d'Émilie-Romagne faisant ainsi 27 morts[14].
- 11 juin :  Afghanistan : Deux séismes de magnitude 5,7 et 5,4 frappent la chaine de haute montagnes de l'Hindou Kouch, le bilan fait état de 75 morts et 13 blessés[15].
- 11 août :  Azerbaïdjan : Plusieurs séismes de magnitude allant de 5,3 à 6,4 sont ressenties à Tabriz; les séismes frappent également l'Iran et l'Arménie. Le bilan fait état de 306 morts et plus de 3 037 blessés[16].
- 7 septembre :  Chine : Un séisme de magnitude 5,6 frappe la province de Yunan, faisant 81 morts et plus de 820 blessés[17].
- 7 novembre :  Guatemala : Un séisme de magnitude 7,4 enregistré dans l'Océan Pacifique fait 52 morts[18].

## 2013

### Nombre de séismes par magnitude (5 ou plus)
| Magnitude | Nombre |
| --------- | ------ |
| 8.0-9.9   | 2      |
| 7.0-7.9   | 17     |
| 6.0-6.9   | 125    |
| 5.0-5.9   | 1 402  |

### Séismes ayants fait au moins 10 morts
- 9 avril :  Iran : Un séisme d'une magnitude de 6,3 frappe la province de Bouchehr, le bilan fait état de 37 morts et plus de 850 blessés[19].
- 16 avril :  Iran : Un séisme d'une magnitude de 7,8 frappe le Baloutchistan, province voisine du Pakistan, le bilan fait état de 74 morts. Ce séisme est l'un des plus puissants enregistrés en Iran[20].
- 20 avril :  Chine : Un séisme de magnitude 6,6 frappe Sichuan, le bilan fait état de 220 morts et plus de 12 000 blessés[21].
- 2 juillet :  Indonésie : Un séisme de magnitude 6,1 frappe la province d'Aceh, le bilan fait état de 43 morts, 6 disparus et 2 532 blessés[22].
- 22 et 23 juillet :  Chine : Plusieurs séismes de magnitudes allant de 5,9 à 6,6 frappent la province de Gansu. Le bilan fait état de 89 morts et plus de 515 blessés[23].
- 24 et 28 septembre :  Pakistan : Deux séismes de magnitude 7,7 et 6,8 frappent la province du Baloutchistan, au sud-ouest du Pakistan, le bilan fait état de 825 morts et 700 blessés[24].
- 15 octobre :  Philippines : Un séisme de magnitude 7,2 frappe l'île de Bohol, le bilan fait état de 155 morts[25].

## 2014

### Nombre de séismes par magnitude (5 ou plus)
| Magnitude | Nombre |
| --------- | ------ |
| 8.0-9.9   | 1      |
| 7.0-7.9   | 11     |
| 6.0-6.9   | 144    |
| 5.0-5.9   | 1 577  |

### Séismes ayants fait au moins 10 morts
- 1er avril :  Chili : Un séisme de magnitude 8,2 frappe les villes d'Arica et Parinacota au nord du pays, à la frontière avec le Pérou, le bilan fait état de 11 morts et 209 blessés[26].
- 3 août :  Chine : Un séisme de magnitude 6,1 frappe Yunan, proche de la frontière avec la Birmanie. Le bilan fait état de 617 morts et plus de 3 143 blessés et 112 disparus[27].

## 2015

### Nombre de séismes par magnitude (5 ou plus)
| Magnitude | Nombre |
| --------- | ------ |
| 8.0-9.9   | 1      |
| 7.0-7.9   | 18     |
| 6.0-6.9   | 124    |
| 5.0-5.9   | 1 413  |

### Séismes ayants fait au moins 10 morts
- 25 avril et 12 mai :  Népal : Un séisme de magnitude 7,9 et une violente réplique de magnitude 7,3 proche de la frontière avec la Chine fait 8 964 morts et plus de 21 952 blessés[28].
- 5 juin :  Malaisie : Un séisme de magnitude 6,0 frappe l'état de Sabah. Le bilan du séisme est de 18 morts[29].
- 26 octobre :  Afghanistan : Un séisme de magnitude 7,5 frappe l'Hindou Kouch, des dégâts sont aussi constatés en Inde, au Pakistan et au Tadjikistan. Le bilan fait état de 399 morts et plus de 2 536 blessés[30].

## 2016

### Nombre de séismes par magnitude (5 ou plus)
| Magnitude | Nombre |
| --------- | ------ |
| 8.0-9.9   | 0      |
| 7.0-7.9   | 16     |
| 6.0-6.9   | 127    |
| 5.0-5.9   | 1 507  |

### Séismes ayants fait au moins 10 morts
- 6 février :  Taïwan : Un séisme de magnitude de 6,5 frappe la partie sud de l'île. Le bilan fait état de 116 morts et 550 blessés[31].
- 14 et 16 avril :  Japon : Deux séismes de magnitude 6,5 et 7, font 273 morts et plus de 2 809 blessés près de la ville de Kumamoto, sur l'île de Kyūshū[32].
- 16 avril :  Équateur : Un séisme de magnitude 7,8 près de la ville de Muisne, fait 668 morts, 8 disparus et 6 274 blessés[33].
- 24 août :  Italie : Un séisme de magnitude 6,2, frappe la province de Reiti et celle d'Ascoli Piceno, le bilan est de 298 morts et environ 400 blessés[34].
- 10 septembre :  Tanzanie : Un séisme de magnitude 5,9 tue 11 personnes et fait une centaine de blessés à Bukoba dans la région de Kagera[35]
- 6 décembre :  Indonésie : Un séisme de magnitude 6,5 fait 97 morts au nord de l'île de Sumatra[36].

## 2017

### Nombre de séismes par magnitude (5 ou plus)
| Magnitude | Nombre |
| --------- | ------ |
| 8.0-9.9   | 1      |
| 7.0-7.9   | 6      |
| 6.0-6.9   | 104    |
| 5.0-5.9   | 1 447  |

### Séismes ayants fait au moins 10 morts
- 8 août :  Chine : Un séisme de magnitude 6,5 frappe le district de Xian de Jiuzhaigou au centre du pays, le bilan fait état de 25 morts et 525 blessés[37].
- 7 septembre :  Mexique : Un séisme de magnitude 8,2 frappe l'État du Chiapas au sud du pays, le bilan fait état de 98 morts et plus de 300 blessés[38].
- 19 septembre :  Mexique : Un séisme de magnitude 7,1 survient dans l'État de Puebla fait au moins 370 morts et plus de 6 011 blessés[39].
- 12 novembre :  Iran : Un séisme de magnitude 7,3 frappe la Province de Kermanchah à la frontière avec l'Irak, le bilan fait état d'au moins 630 morts et plus de 8 100 blessés blessés[40].

## 2018

### Nombre de séismes par magnitude (5 ou plus)
| Magnitude | Nombre |
| --------- | ------ |
| 8.0-9.9   | 1      |
| 7.0-7.9   | 16     |
| 6.0-6.9   | 118    |
| 5.0-5.9   | 1 671  |

### Séismes ayants fait au moins 10 morts
- 6 février :  Taïwan : Un séisme de magnitude 6,4 frappe la ville d'Hualien. Le bilan fait état de 17 morts et 285 blessés[41].
- 26 février :  Papouasie-Nouvelle-Guinée : Un séisme de magnitude 7,5 frappe la région. Le bilan fait état de 160 morts et plus de 500 blessés[42].
- 29 juillet, 5 & 19 août :  Indonésie : Trois séismes de magnitude 6,9 ; 6,4 et un autre de 6,9  frappent l'île indonésienne de Lombok. Le bilan fait état de 597 morts et 1 425 blessés[43].
- 6 septembre :  Japon : Un séisme de magnitude 6,6, frappe l'île japonaise d'Hokkaidō. Le bilan fait état de 41 morts et 691 blessés[44].
- 28 septembre :  Indonésie : Un séisme de magnitude 7,5 frappe l'île indonésienne de Célèbes. Une alerte tsunami est lancée mais finalement levée quelque heures plus tard, cependant un tsunami frappe cette même région quelques heures plus tard. Le bilan fait état de 4 340 morts, plus de 667 disparus et au moins 10 679 blessés[45].
- 6 octobre :  Haïti : Un séisme de magnitude 5,9 frappe le Nord-Ouest de l'île proche de Port-de-Paix. Le bilan fait état de 18 morts et plus de 548 blessés[46].

## 2019

### Nombre de séismes par magnitude (5 ou plus)
| Magnitude | Nombre |
| --------- | ------ |
| 8.0-9.9   | 1      |
| 7.0-7.9   | 9      |
| 6.0-6.9   | 135    |
| 5.0-5.9   | 1 484  |

### Séismes ayants fait au moins 10 morts
- 22 avril :  Philippines : Un séisme de magnitude 6,1 frappe l'île de Luçon, le bilan est de 18 morts, 3 disparus et 256 blessés[47].
- 17 juin :  Chine : Un séisme de magnitude 5,8 frappe la province du Sichuan, dans le sud-ouest du pays, le bilan fait état de 13 morts et plus de 200 blessés[48].
- 24 septembre :  Pakistan : Un séisme de magnitude 5,6 frappe la région Cachemire. Le bilan est de 40 morts et plus de 850 blessés[49].
- 26 septembre :  Indonésie : Un séisme de magnitude 6,5 frappe l'île de Céram dans la province des Moluques, le bilan fait état de 41 morts et  1 578 blessés[50].
- 16, 29 & 31 octobre :  Philippines : Trois séismes de magnitude 6,4 puis 6,6 et 6,5 frappent la ville de Cotabato sur l'île de Mindanao, le bilan fait état de 31 morts, 11 disparus et 778 blessés[51].
- 26 novembre :  Albanie : Un séisme de magnitude 6,4 frappe la commune de Mamurras, c'est le pire séisme que l'Albanie ait connu depuis plus de 40 ans. Le bilan fait état de 51 morts et plus de 3 000 blessés[52].